# スカイオデッセイ
『スカイオデッセイ』 (The Sky Odyssey) はソニー・コンピュータエンタテインメントより2001年1月25日に発売されたPlayStation 2用フライトアドベンチャーゲーム。 価格 6,800円 （税抜）、 メモリーカード容量246KB、 プレイヤー:1人 BGMは平成ガメラシリーズやワンダと巨像などのBGMを手がけた大谷幸が担当。
CMのキャッチコピーは「風を感じて、空に挑め。」

## 作品概要
ゲームモードは
- ADVENTURE（アドベンチャーモード）
- POINT CHECK（ポイントチェックモード）
- SKY CANVAS（スカイキャンバスモード）
- TRAINING（トレーニングモード）
- CRUISING（クルージングモード）
- MUSEUM（ミュージアム）

の6つ。
ゲームの基本的な流れは、「ステージ選択→行動選択→ブリーフィング→出発→デブリーフィング→パーツ取得（アドベンチャーモードのみで、クリア時のランクがBランク以上の時）」を繰り返していく。
本作品の特徴は、最初から使用可能な機体（ソードフィッシュ MK.1、Bf-109、パルスジェット-テストタイプの3機）をアドベンチャーモードで獲得したパーツを用いてカスタマイズし、性能を向上させる（外見も変化する）事ができる事と、ミサイルや機銃といった武装が全く出ず、あくまでも敵ではなく自然の脅威に対して立ち向かうことを前提としていることである。

## アドベンチャーモード
いくつかのステージに区切られた孤島でミッションをクリアして進めていく。最初の機体は3種類しか選べないが、条件を満たすと増えていく。
スタート前にはミッションの確認と、機体のカスタマイズができる。カスタマイズでは、各ステージのクリア時に入手したパーツを装備したり、機体のカラーエディットが可能。
ストーリー - D（デスタン）島にあるとされる伝説の地"ウィルドバル"を目指してA（アルカディー）島、B（ブラン）島、C（クーラン）島の数々の秘境を冒険する。ウィルドバルにたどり着くには各島に存在する遺跡を探しだし、遺跡にあるウィルドバルへの地図（の断片）を入手する必要がある。
ステージ - ステージの内容は渓谷地帯、大空洞、空母への着艦、火山地帯、巨大山脈、大瀑布地帯 等と多彩なステージが数多くある。ウィルドバルへと向かうルートは3種類あり、1周クリアだけでは全部のステージをクリアすることは出来ない。

## ポイントチェックモード
ステージ上に配置されたプレートに機体をぶつける事によって得たポイントを稼ぐモード。獲得したポイントでクルージングモードで使用できるBGM等を購入できる。

## スカイキャンバスモード
飛行機からスモークを出しながらステージ上の数字が書かれた輪をくぐっていくことで、空中に絵を描くモード。正確に描く程、クリア後の得点が高くなる。全ステージクリアである機体が出現。

## クルージングモード
四つの島のうち、アドベンチャーモードでクリアしたことのあるエリアを自由に飛びまわれるモード。
燃料制限の有無を設定でき、時間調整をすることによって気に入った天候、時間帯で飛ぶことが出来る。崩落や気流などのイベント的な反応は起きないが、それ以外はアドベンチャーモードと同等のシチュエーションである。なお、エリアは全て繋がっており、その気になればアドベンチャーモードの流れを中断せずにトレースすることも可能である。

## その他
各島の設定
- A（アルカディ）島 - 基本的に温暖で、島の中央部は乾燥した荒野となっている。また、島の北西部には大空洞が、島の南西部には間欠泉地帯がある。荒野を中心に線路が敷かれて貨物列車が走っており、港町が整備され開拓が推し進められている。沖合には開拓者や冒険者に物資を運ぶ空母も現れるなどこの諸島の島の中で最も開発が進んでいる島で、多くの冒険者がこの島を拠点に各地へと向かう。

- B（ブラン）島 - 島の中心に巨大な山脈が横たわり、開発を妨げている。他の島に比べて寒冷な気候。また、南西部には「魔女の住む森」と噂される巨木の連なる森林地帯とそれに隠れるように岩山地帯が広がる。他の島とはジェット気流で結ばれている。

- C（クーラン）島 - 湿度が高く、亜熱帯的な気候の島で、河川や滝が数多く存在する水の豊かな島。この島の遺跡は水上都市のような体裁を取っているらしいが・・・・。

- D（デスタン）島 - 常に厚い雲と巨大な積乱雲に囲まれている。島の中心部に古代遺跡「ヴィルドバル」が存在するが、北には巨大な滝、東には常に烈風が吹き荒れる渓谷地帯。南には活火山が存在し、いまだに人の侵入を許さない。